# Carissa bispinosa
Carissa bispinosa là một loài thực vật có hoa trong họ La bố ma. Loài này được (L.) Desf. ex Brenan mô tả khoa học đầu tiên năm 1954.

## Hình ảnh

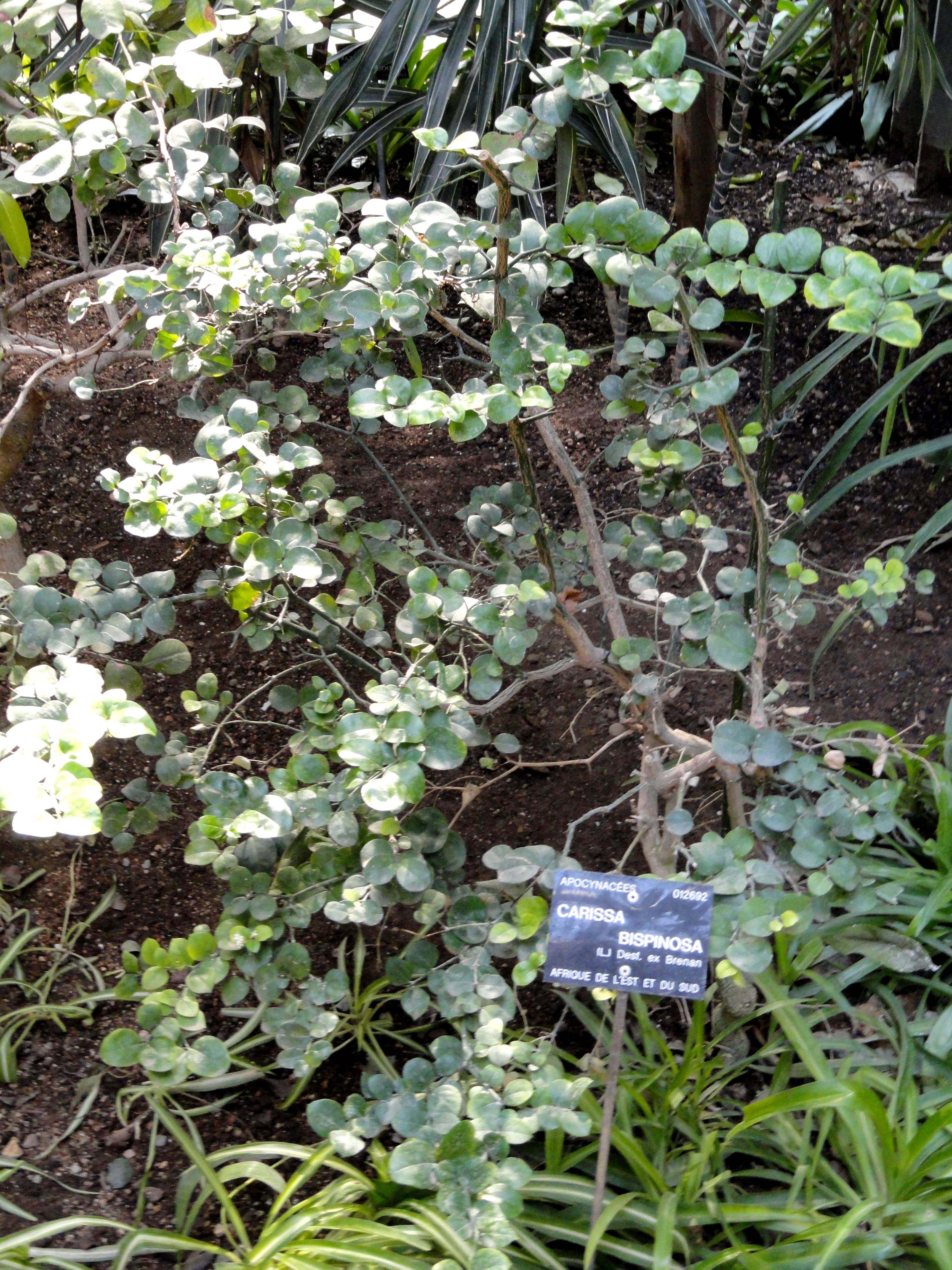
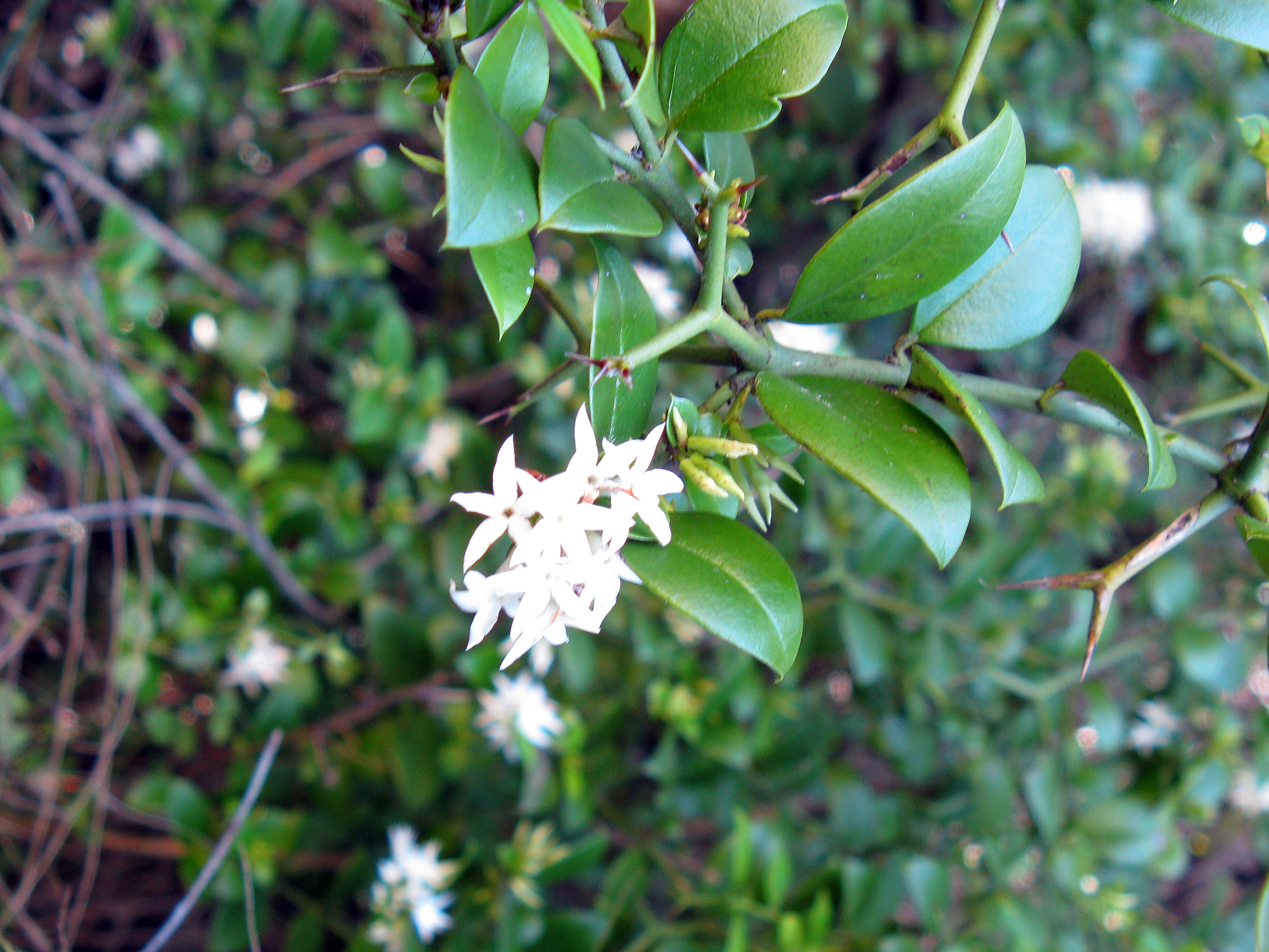